# ناحیه پلا، شهرستان فورد، ایلینوی
ناحیه پلا (به انگلیسی: Pella Township) یک منطقهٔ مسکونی در ایالات متحده آمریکا است که در شهرستان فورد، ایلینوی واقع شده‌است. ناحیه پلا ۲۰۰ متر بالاتر از سطح دریا واقع شده‌است.